# Поляков, Сергей Владимирович (учёный)
Сергей Владимирович Поляков (родился 3 мая 1951 года в Харькове, Украинская ССР) — русский и американский ученый, который проводит исследования для USPolyResearch. Он работает над известным НИОКР в области космической техники и химического машиностроения, включая теоретические и экспериментальные исследования работы систем жизнеобеспечения (СЖЗ) для советских межпланетных космических кораблей и орбитальных станций «Мир» и «Альфа» с использованием ground-based Martian expedition real-scaled simulator на YouTube в Институте медико-биологических проблем (российского космического агентства-Центр).
Поляковым разработан комплексный подход к проектированию воздушной активизации и водной мелиорации / кондиционирования человеческих отходов на основе энергосберегающих мембранных и глубинно-фильтрационных методов (мембраны испарения, ультра/микро-фильтрации, обратного осмоса)

## Биография
Сергей Поляков окончил Харьковский политехнический институт (1974) по специальности инженерная физика.
В 1982 году он защитил диссертацию в Институте медико-биологических проблем (Москва) с получением звания кандидат технических наук в области космической техники.
Поляков работал ведущим инженером и научным консультантом в отделе ЗГС Института медико-биологических проблем (с 1978 по 1985 и с 1992 по 1997 гг). Некоторое время, с 1985 по 1987 рр. он заведовал лабораторией Всесоюзного электротехнического Института в Москве. Затем с 1987 по 1992 г. работал на должности старшего научного сотрудника во Всероссийском научно-исследовательском институте атомной энергетики в Москве. С 2002 года С.Поляков — научный сотрудник USPolyResearch в США.

## Основные научные достижения
Сергеем Поляковым разработаны теоретические основы проектирования энергоэффективных замкнутых систем регенерации воды из отходов человека к космическому полету на Марс, который основан на комбинации мембранных и обычных методов фильтрации, включая глубину фильтрации и адсорбции. Прототип системы был успешно протестирован в длительных наземных экспериментах.
Сергеем Поляковым также разработан ряд оригинальных приближенных методов расчета массообменных и гидродинамических характеристик мембранных систем, выпаривания в мембране, обратного осмоса и ультра / микрофильтрации.